# Mira Beljan
Mira Beljan (Dobrići, Tomislavgrad, 16. studenog 1966.) je hrvatska i bosanskohercegovačka pjesnikinja.

## Djela
- "I gnjev i bijeg" (pjesme, 1993.),
- "Sunce u venama" (pjesme, 1996.).